# No Sleep (bài hát của Martin Garrix)
"No Sleep" là một bài hát của nhà sản xuất thu âm người Hà Lan Martin Garrix, hợp tác với ca sĩ Bonn. Bài hát được phát hành trên hãng đĩa Stmpd Rcrds và Epic Amsterdam vào ngày 21 tháng 2 năm 2019. Garrix và Bonn trước đó cũng đã hợp tác với nhau ra bài "High on Life", phát hành vào tháng 7 năm 2018. Bài hát được viết bởi Garrix, Albin Nedler, và Kristoffer Fogelmark, và được sản xuất bởi Garrix.

## Bảng xếp hạng
| Bảng xếp hạng (2019)          | Vị trí cao nhất |
| ----------------------------- | --------------- |
| Áo (Ö3 Austria Top 40)        | 61              |
| Bỉ (Ultratip Flanders)        | 1               |
| Bỉ (Ultratip Wallonia)        | 19              |
| Đức (GfK)                     | 96              |
| Hà Lan (Dutch Top 40)         | 17              |
| Hà Lan (Single Top 100)       | 38              |
| Singapore (RIAS)              | 24              |
| Thụy Điển (Sverigetopplistan) | 41              |
| Thụy Sĩ (Schweizer Hitparade) | 58              |